# Steven Holcomb
Steven „Steve” Holcomb (ur. 14 kwietnia 1980 w Park City, zm. 6 maja 2017 w Lake Placid) – amerykański bobsleista (pilot boba). Trzykrotny medalista olimpijski oraz wielokrotny medalista mistrzostw świata.
Bobsleistą został w 1998. W 2006 zadebiutował na igrzyskach olimpijskich, startował zarówno w dwójkach jak i czwórkach, jednak nie udało mu się stanąć na podium. W następnych latach awansował do światowej czołówki, w 2009 zdobywając złoto mistrzostw świata w czwórkach. W następnym roku wraz z osadą w identycznym składzie (Holcomb, Justin Olsen, Steve Mesler i Curtis Tomasevicz) sięgnął po złoty medal olimpijski. Miał w dorobku inne medale mistrzostw globu, a także zwycięstwa w zawodach Pucharu Świata.
6 maja 2017 roku w sobotę Holcomb został znaleziony martwy w swoim pokoju w ośrodku przygotowań olimpijskich w Lake Placid.